# 屋久比島
屋久比島あるいは尾久比島（おくびじま）は広島県呉市にある島である。

## 概要
豊島の南約300ｍにある無人島。ミカン畑として利用されている。